# Valeria mieshani
Valeria mieshani là một loài bướm đêm trong họ Noctuidae.